# باشگاه فوتبال لیورپول
باشگاه فوتبال لیورپول (به انگلیسی: Liverpool Football Club) یک باشگاه فوتبال انگلیسی در شهر لیورپول است که در لیگ برتر انگلستان رقابت می‌کند. در حال حاضر این باشگاه با ۶۸ جام یکی از پرافتخارترین باشگاه‌های فوتبال انگلستان است و در لیگ قهرمانان اروپا نیز پس از رئال مادرید و آ.ث. میلان، مشترکاً به همراه بایرن مونیخ سومین باشگاه پرافتخار تاریخ این مسابقات محسوب می‌شود. این باشگاه در سال ۱۸۹۲ تأسیس شده است و بازی‌های خانگی خود را در ورزشگاه آنفیلد انجام می‌دهد همچنین این تیم یکی از پرطرفدارترین تیم‌های فوتبال جهان است. در داخل کشور، این باشگاه ۲۰ عنوان قهرمانی لیگ فوتبال انگلستان، هشت جام حذفی، ده جام اتحادیه و ۱۶ جام خیریه انگلستان را به‌دست آورده است. در رقابت‌های بین‌المللی، این باشگاه شش عنوان قهرمانی لیگ قهرمانان اروپا، سه لیگ اروپا، چهار سوپر جام اروپا — رکورد کل انگلیس — و یک جام باشگاه‌های جهان را به‌دست آورده است. این باشگاه خود را به‌عنوان یک قدرت اصلی در فوتبال داخلی و اروپایی در دهه‌های ۱۹۷۰ و ۱۹۸۰ تثبیت کرد، زمانی که بیل شنکلی، باب پیزلی، جو فاگان و کنی دالگلیش، این باشگاه را در مجموع به یازده عنوان قهرمانی لیگ و چهار لیگ قهرمانان اروپا رساندند. لیورپول دو لیگ قهرمانان دیگر در سال‌های ۲۰۰۵ و ۲۰۱۹ به ترتیب با سرمربی‌گری رافائل بنیتز و یورگن کلوپ به‌دست‌آورد. کلوپ همچنین پس از سی سال لیورپول را به نوزدهمین قهرمانی لیگ در سال ۲۰۲۰ رساند که این نخستین قهرمانی باشگاه در شکل جدید لیگ برتر انگلیس بود.
باشگاه فوتبال لیورپول از زمان شکل‌گیری آن تا به امروز در ورزشگاه آنفیلد بازی می‌کند. طرح‌هایی در دست بود که ورزشگاه جدیدی در استنلی پارک ساخته شود که بر اساس این طرح‌ها معین شده بود تا پایان سال ۲۰۱۱ ورزشگاه جدید در این مکان ساخته شود اما به دلیل شرایط نامساعد اقتصادی ساخت این برنامه به حالت تعلیق درآمد. با به وجود آمدن این شرایط، برنامهٔ ذکر شده جای خود را به طرح افزایش گنجایش ورزشگاه آنفیلد تا سقف ۵۴٬۰۰۰ نفر داد. لیورپول پایگاه هواداری بزرگ و وسیعی در سراسر جهان دارد و در این امر با دیگر باشگاه‌های بزرگ رقابت می‌کند. این باشگاه هفتمین باشگاه پرطرفدار فوتبال در جهان است.
رقبای سنتی لیورپول در انگلستان، منچستر یونایتد و اورتون هستند. لیورپول و اورتون، شهرآورد مرزی ساید را برگزار می‌کنند و مسابقه بین لیورپول با منچستر یونایتد هم به دربی شمال غرب انگلیس معروف است.

## تاریخچه

### سال‌های آغازین (۱۸۹۲–۱۹۵۹)
بنیان‌گذاری باشگاه فوتبال لیورپول و پنج عنوان قهرمانی در لیگ دسته اول از مهم‌ترین رویدادهای این دوره از تاریخ باشگاه لیورپول هستند. تاریخچهٔ تأسیس باشگاه لیورپول، کاملاً در ارتباط با رقیب محلی‌اش اورتون و شهردار صاحب کارخانه آبجو سازی لیورپول به نام جان هولدینگ است. او در آنفیلدرود زمینی را به اورتون اجاره داد که این باشگاه از آن زمان به بعد در آن زمین، بازی‌های خانگی‌اش را برگزار می‌کرد. با قهرمانی تیم اورتون در فصل ۱۸۹۱ و همچنین کسب اولین موفقیت‌های بزرگ، به وجهه و محبوبیت تیم به میزان زیادی افزوده شد. در سال ۱۸۹۲ هولدینگ اجاره زمین را بالا برد. باشگاه اورتون تصمیم گرفت آنفیلدرود را ترک کند و یک زمین در آن نزدیکی بخرد تا از آن پس بازی‌های خانگی‌اش را در آن انجام دهد. به دنبال اختلافات پیش آمده، جان هولدینگ با ورزشگاهی خالی روبرو شد و بنابر شرایط پیش آمده تصمیم گرفت باشگاه لیورپول اف. سی را تأسیس کند و ورزشگاه آنفیلد را در اختیار آن قرار دهد. نخستین بازی تیم تازه تأسیس هولدینگ در ۱ سپتامبر ۱۸۹۲، بازی دوستانه در برابر تیم روترهام تاون بود.

نخستین تیم لیورپول در سال ۱۸۹۲ بنیان نهاده شد که متشکل از اکثریت بازیکنان اسکاتلندی و اقلیت انگلیسی بود که با پیراهن‌های آبی-سفید بازی می‌کردند، اما پس از چهار سال از بنیان‌گذاری باشگاه در سال ۱۸۹۶ رنگ پیراهن باشگاه به قرمز-سفید تغییر کرد. این تیم نخستین بار در فصل ۱۸۹۲–۹۳ در لیگ منطقهٔ لانکاشر شرکت کرد که با قهرمانی در این پیکارها به لیگ دسته دوم راه پیدا کرد. نخستین بازی رسمی تاریخ باشگاه لیورپول در این لیگ با تیم هایروالتون در ورزشگاه آنفیلد در تاریخ ۳ سپتامبر ۱۸۹۲ برگزار شد که لیورپول با نتیجه ۸ بر ۰ حریف خود را از پیش روی برداشت. لیورپول توانست برای نخستین بار در فصل ۱۸۹۴–۹۵ در سطح اول فوتبال انگلیس یعنی رقابت‌های لیگ دسته اول شرکت کند که نخستین رویارویی با رقیب همشهری نیز در همین فصل روی داد. لیورپول اولین فصل بازی در لیگ دسته اول را با ایستادن در انتهای جدول به پایان برد و دوباره به لیگ دسته دوم سقوط کرد، برخلاف اورتون که در آن فصل در جایگاه دوم جدول جای گرفت.

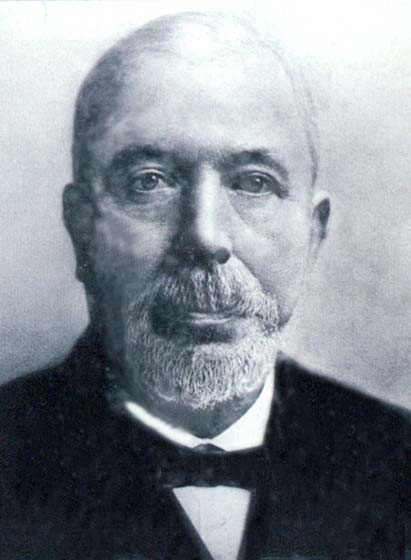
جان هولدینگ، بنیان‌گذار باشگاه فوتبال لیورپول

در سال بعد، لیورپول در رقابتی تنگاتنگ با منچستر سیتی که با آن هم امتیاز بود، این تیم را پشت سر گذاشت و یک‌بار دیگر به دسته اول راه یافت. لیورپول از آن پس جای خود را در این لیگ تثبیت کرد و توانست در سال ۱۹۰۱ برای نخستین مرتبه قهرمان لیگ انگلیس شود.
لیورپول در این فصل با به ثمر رساندن ۵۹ گل بهترین خط حمله لیگ را نیز به دست آورد. همچنین سم ریبولد با زدن ۱۸ گل، بهترین گل‌زن لیورپول در این فصل شد.
لیورپول در فصل ۰۴–۱۹۰۳ به دسته دوم سقوط کرد که پس از بازگشت دوباره به لیگ دسته اول، برای دومین مرتبه در سال ۱۹۰۶ به عنوان قهرمانی لیگ دسته اول دست یافت. در آغاز فصل، اورتون بیشترین شانس قهرمانی را داشت، و همگان انتظار داشتند تا لیورپول در جام حذفی به قهرمانی برسد. همه چیز دقیقاً برعکس شد، لیورپول قهرمان لیگ شد و جام حذفی به اورتون رسید. این دو باشگاه همشهری، سه بار موفق شده‌اند که در یک فصل، هردو جام را به شهر خود ببرند، موفقیتی که یک بار نیز نصیب منچستر یونایتد و منچستر سیتی و یک بار نیز نصیب دو تیم همشهری آرسنال و تاتنهام و همچنین آرسنال و چلسی شده است. 

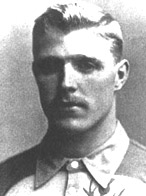
الکس ریزبک، اولین کاپیتان لیورپول که با این تیم قهرمان لیگ دسته اول شد (۱۹۰۰–۰۱)

لیورپول پس از دومین قهرمانی، پایه‌هایش را در لیگ دسته اول محکم‌تر کرد، بدون اینکه در سال‌های بعد به موفقیت چشمگیری دست پیدا کند. آن‌ها تا بروز ناگهانی جنگ جهانی اول، نقشی متوسط در لیگ دسته اول را ایفا می‌کردند، اما به هر حال توانستند در سال ۱۹۱۴ برای نخستین بار به فینال جام حذفی راه یابند که در بازی پایانی ۱–۰ مغلوب حریف خود بارنلی شدند. لیورپول پس از جنگ جهانی اول دو سال پیاپی در سال‌های ۱۹۲۲ و ۱۹۲۳ قهرمان لیگ دسته اول شد و در همان سال توسط وینسته چنگرتا مالک منچستر یونایتد خریداری شد. پس از جنگ جهانی دوم لیورپول بار دیگر در سال ۱۹۴۷ قهرمان لیگ شد که پس از این قهرمانی با افتی محسوس این تیم در فصل ۵۴–۱۹۵۳ به لیگ دسته دوم سقوط کرد. در این فصل لیورپول در ۴۲ بازی با کسب ۲۸ امتیاز در رتبه پایانی جدول رده‌بندی قرار گرفت. از برجسته‌ترین بازیکنان این دوره تاریخ باشگاه لیورپول می‌توان به جک پارکینسون، هری چمبرز، گوردون هاجسون، الیشا اسکات، باب پیزلی، ادی اسپایسر و بیلی لیدل اشاره کرد.

### عصر بیل شنکلی تا فاجعه هیسل (۱۹۵۹–۱۹۸۵)
این دوره را می‌توان درخشان‌ترین و پرافتخارترین سال‌های تاریخ باشگاه دانست به‌گونهٔ که این تیم در طی این سال‌ها توانست ۱۰ بار فاتح لیگ دسته اول، ۲ بار جام حذفی، ۴ بار در جام اتحادیه، ۴ عنوان در جام باشگاه‌های اروپا، ۲ عنوان در جام یوفا، ۱ عنوان در سوپر جام اروپا و ۹ عنوان قهرمانی در جام خیریه را به دست آورد.

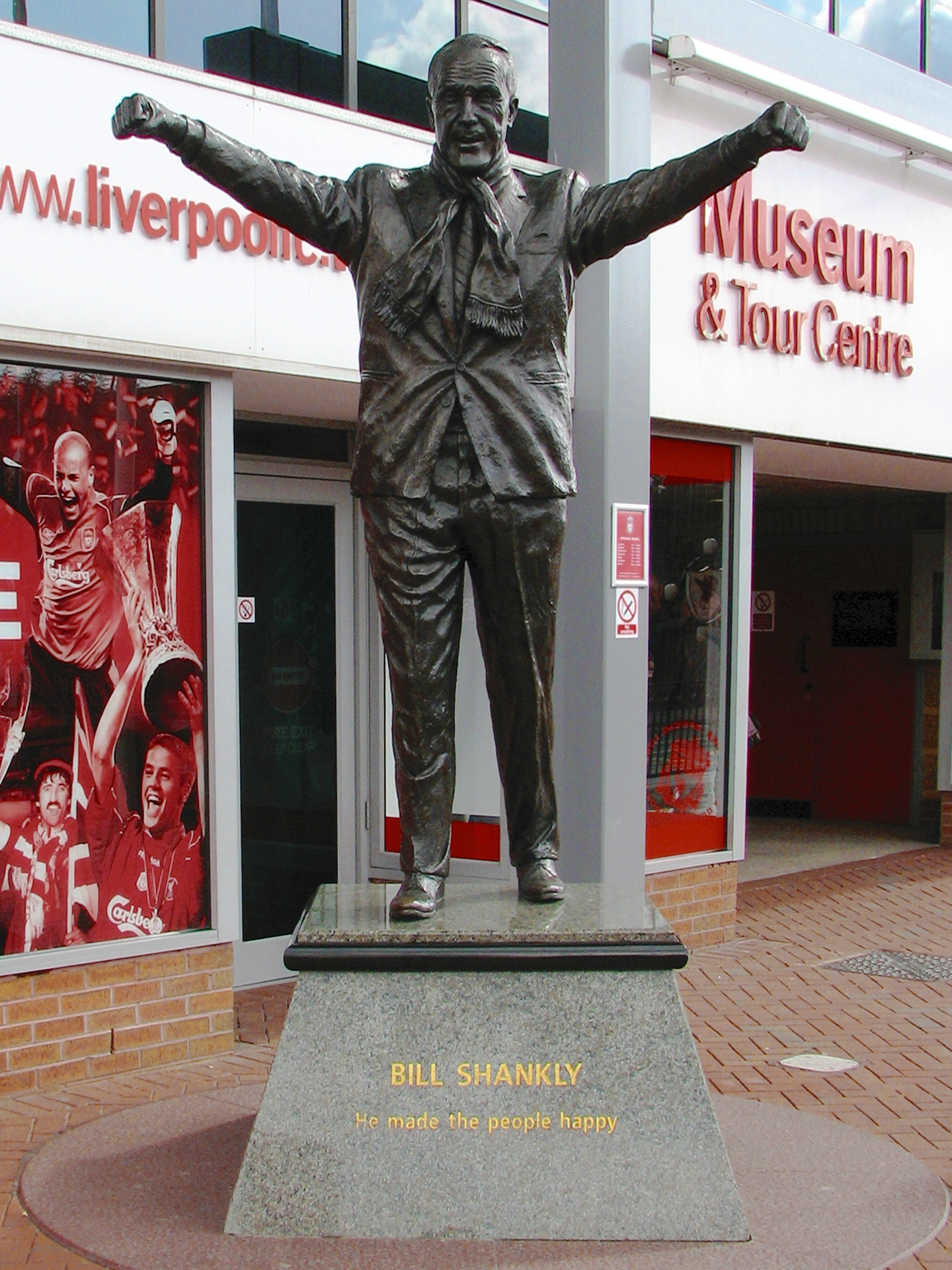
مجسمهٔ بیل شنکلی در فضای بیرونی ورزشگاه آنفیلد

 این دوره با گماشته شدن بیل شنکلی به عنوان سرمربی باشگاه آغاز شد. زمانی که شنکلی به این سمت برگزیده شد، لیورپول پنج سال را در لیگ دسته دوم بازی می‌کرد. شنکلی در بدو ورود به باشگاه با اخراج ۲۴ بازیکن و تأسیس اتاق چکمه (The Boot Room) در محوطهٔ کناری ورزشگاه آنفیلد انقلابی نوین در سطح باشگاه بحران زدهٔ آن روزهای لیورپول به وجود آورد. برای او نظم و انضباط، روحیه جنگندگی و یکی بودن با باشگاه مهم‌ترین مسئله بود. در نخستین سال حضور، او با خرید دو بازیکن به نام یان کلهن و راجر هانت سعی در بهبود عملکرد تیم داشت که همین دو بازیکن نیز بعدها به دو تن از برجسته‌ترین بازیکنان تاریخ باشگاه بدل شدند. لیورپول سه سال با هدایت بیل شنکلی در دسته دوم حضور داشت که در فصل سوم(۱۹۶۱–۶۲) با قهرمانی در این رقابت‌ها بار دیگر به لیگ دسته اول بازگشت و از آن زمان تاکنون همواره در سطح اول رقابت‌های فوتبال انگلیس حضور داشته است. فصل ۱۹۶۴–۶۵ با سرمربی‌گری بیل شنکلی، آغاز عصر طلایی این باشگاه در سطح انگلیس و اروپا بود. لیورپول در این فصل با کسب ۵۷ امتیاز بالاتر از منچستریونایتد و اورتون به مقام قهرمانی دست یافت. این قهرمانی ششمین قهرمانی تاریخ لیورپول در لیگ بود که به‌دست می‌آمد.
تحت مدیریت بیل شنکلی، لیورپول سه عنوان قهرمانی در لیگ، دو عنوان در جام حذفی و یک عنوان در جام یوفا، که نخستین جام اروپایی تاریخ باشگاه محسوب می‌شد را به‌دست‌آورد. این قهرمانی در جام یوفا که در سال ۱۹۷۳ با غلبه بر مونشن گلادباخ به‌دست آمد، سبب آغاز عصر طلایی لیورپول در سطح اروپا شد. جملات و گفتاوردهای زیادی از بیل شنکلی، اسطوره باشگاه لیورپول، برجای مانده که از مشهورترین آن‌ها می‌توان به این گفتاوردها استناد کرد:
«برخی از مردم گمان می‌کنند فوتبال مسئله مرگ و زندگی است. من از چنین طرز فکری ناامید می‌شوم. می‌توانم به شما اطمینان بدهم که [فوتبال] مسئلهٔ خیلی خیلی مهم‌تری از مرگ و زندگی است.»
«لیورپول برای من ساخته شده بود و من برای لیورپول.»

پس از دوره پانزده سالهٔ سرمربی‌گری شنکلی در لیورپول، در سال ۱۹۷۴ دستیار او، باب پیزلی به عنوان سرمربی لیورپول برگزیده شد. پیزلی در بین سال‌های ۱۹۷۴ تا ۱۹۸۳ این سمت را بر عهده داشت، دورانی که از آن به عنوان درخشان‌ترین دوران تاریخ باشگاه لیورپول نام برده می‌شود، سال‌های که نمایش‌های او با این تیم، دوران بیل شنکلی را تداعی می‌کرد. پیزلی در طی این ۹ سال با کسب ۲۰ جام مختلف، لیورپول را تبدیل به قدرت اصلی فوتبال در قاره اروپا و انگلیس کرد. باب پیزلی تا به امروز تنها سرمربی است که توانسته با یک تیم سه بار قهرمان جام باشگاه‌های اروپا شود. همچنین پیزلی در رده‌بندی تأثیرگذارترین سرمربیان تاریخ فوتبال جهان در رتبه ششم این جدول جای دارد.
افتخارات لیورپول در طی سال‌های سرمربی‌گری باب پیزلی
| فصل                 | ۱۹۷۴ ۱۹۷۵ | ۱۹۷۵ ۱۹۷۶ | ۱۹۷۶ ۱۹۷۷ | ۱۹۷۷ ۱۹۷۸ | ۱۹۷۸ ۱۹۷۹ | ۱۹۷۹ ۱۹۸۰ | ۱۹۸۰ ۱۹۸۱ | ۱۹۸۱ ۱۹۸۲ | ۱۹۸۲ ۱۹۸۳ |
| ------------------- | --------- | --------- | --------- | --------- | --------- | --------- | --------- | --------- | --------- |
| لیگ دسته اول        |           | 1         | 1         |           | 1         | 1         |           | 1         | 1         |
| جام حذفی            |           |           |           |           |           |           |           |           |           |
| جام اتحادیه         |           |           |           |           |           |           | 1         | 1         | 1         |
| جام خیریه           | 1         |           | 1         | 1         |           | 1         | 1         |           | 1         |
| جام باشگاه‌های اروپا |           |           | 1         | 1         |           |           | 1         |           |           |
| جام یوفا            |           | 1         |           |           |           |           |           |           |           |
| سوپر جام اروپا      |           |           |           | 1         |           |           |           |           |           |

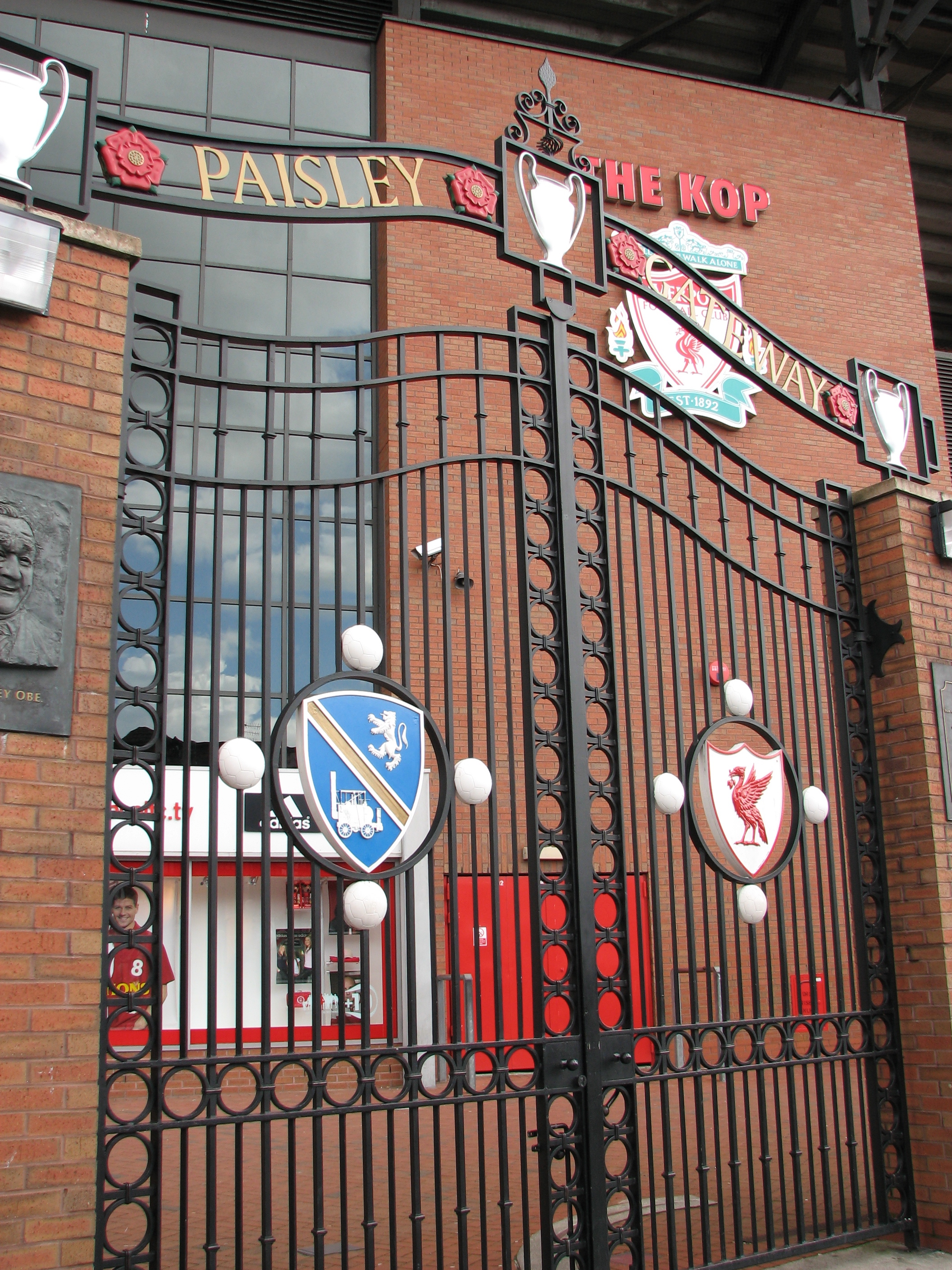
دروازه یادبود باب پیزلی، پرافتخارترین سرمربی تاریخ باشگاه لیورپول، ورزشگاه آنفیلد

پس از پیزلی، دستیار او جو فاگان به سمت سرمربی‌گری این تیم برگزیده شد. فاگان در فصل اول حضور خود (۱۹۸۳–۱۹۸۴) در این باشگاه به عنوان سرمربی توانست سه‌گانه لیگ، اتحادیه و جام باشگاه‌های اروپا را برای لیورپول کسب کند. در فینال جام باشگاه‌های اروپا فصل ۱۹۸۳–۸۴ لیورپول در شهر رم پس از تساوی ۱–۱ با حریف خود، آ.اس. رم، توانست در ضربات پنالتی حریف خود را از پیش روی بردارد و برای چهارمین مرتبه قهرمان اروپا شود. در فصل بعد لیورپول در پیکارهای لیگ به مقام دوم دست یافت و در پی حذف از جام حذفی و جام اتحادیه، تنها امید خود را برای کسب جام در مسابقات باشگاه‌های اروپا جستجو می‌کرد، لیورپول پس از حذف پاناتینایکوس در نیمه پایانی جام باشگاه‌ها به دیدار پایانی این پیکارها راه یافت که در آن بازی در شهر بروکسل باید به مصاف تیم یوونتوس می‌رفت اما حادثهٔ هیسل که پیش از آغاز این مسابقه در ورزشگاه محل برگزاری رخ داد، باعث پایان یافتن عصر طلایی لیورپول در سطح اروپا شد.
یک ساعت پیش از آغاز مسابقه فینال در ورزشگاه هیسل، تماشاگران لیورپول با شکستن فنس‌هایی که میان آنان و طرفداران یوونتوسی قرار داده شده‌بود به سمت طرفداران یوونتوس حمله‌ور شده و آن‌ها را مورد ضرب و شتم قرار دادند، طرفداران یوونتوسی که کاملاً غافلگیر شده بودند، ناچار با آنان درگیر شده و به ناگاه عقب‌نشینی کردند؛ فشار یوونتوسی‌ها به دیوارهای پیرامون ورزشگاه، منجر به ویرانی آن گشت و سبب گشت که دیوار بر روی آنان ویران شود. این حادثه سبب کشته شدن ۳۹ نفر و زخمی شدن ۶۰۰ نفر شد که اکثراً از طرفداران یوونتوس بودند. این فاجعه را سیاه‌ترین ساعت در تاریخ مسابقات یوفا نام‌گذاری کرده‌اند. اما با کمال تعجب، این مسابقه در همان روز در حضور تماشاگران برگزار شد که یوونتوس با نتیجه ۱ بر ۰ این بازی را برنده شد. این حادثه اثرات و واکنش‌های وسیعی بر فوتبال انگلستان برجای گذاشت به گونهٔ که سبب محرومیت ۵ سالهٔ تمامی تیم‌های انگلیسی و محرومیت ۶ سالهٔ لیورپول از حضور در تمامی رقابت‌های اروپایی شد.
از بزرگ‌ترین بازیکنان این دوره از تاریخ باشگاه لیورپول (۱۹۵۹–۱۹۸۵) می‌توان به بازیکنانی همچون: راجر هانت، کنی دالگلیش، یان کلهن ،کوین کیگان، فیل نیل، ری کلمنس، آلان کندی، فیل تامپسون، گرام سونس، املین هیوز و یان راش اشاره کرد.

### فاجعه هیزل تا فاجعه هیلزبورو (۱۹۸۵–۱۹۸۹)
پس از حادثه هیسل، کنی دالگلیش به عنوان سرمربی-بازیکن در لیورپول آغاز به کرد که در فصل نخست سرمربی‌گریش (۱۹۸۵–۱۹۸۶) توانست این تیم را فاتح لیگ و جام حذفی کند. این برای نخستین بار بود که لیورپول در یک سال همزمان قهرمان لیگ و جام حذفی می‌شد. در فصل بعد نیز کنی دالگلیش همچنان به‌عنوان سرمربی - بازیکن هدایت این تیم را بر عهده داشت. در این فصل لیورپول پس از اورتون مقام دوم لیگ را به دست آورد و پس از حذف در جام حذفی، در فینال جام اتحادیه ۱۹۸۷ با نتیجه ۲–۱ مغلوب آرسنال شد. در پی این نتایج دالگلیش تصمیم گرفت که با خرید چند بازیکن جدید روند نتیجه‌گیری باشگاه را باری دیگر ترمیم کند. او با خرید بازیکنانی هم مانند: جان بارنز، جان الدریج و پیتر بیردزلی عملکرد تیم را دوباره احیا کرد. اما بروز حادثهٔ دیگر در سال ۱۹۸۹ سبب شد بار دیگر باشگاه وارد بحرانی تازه شود.

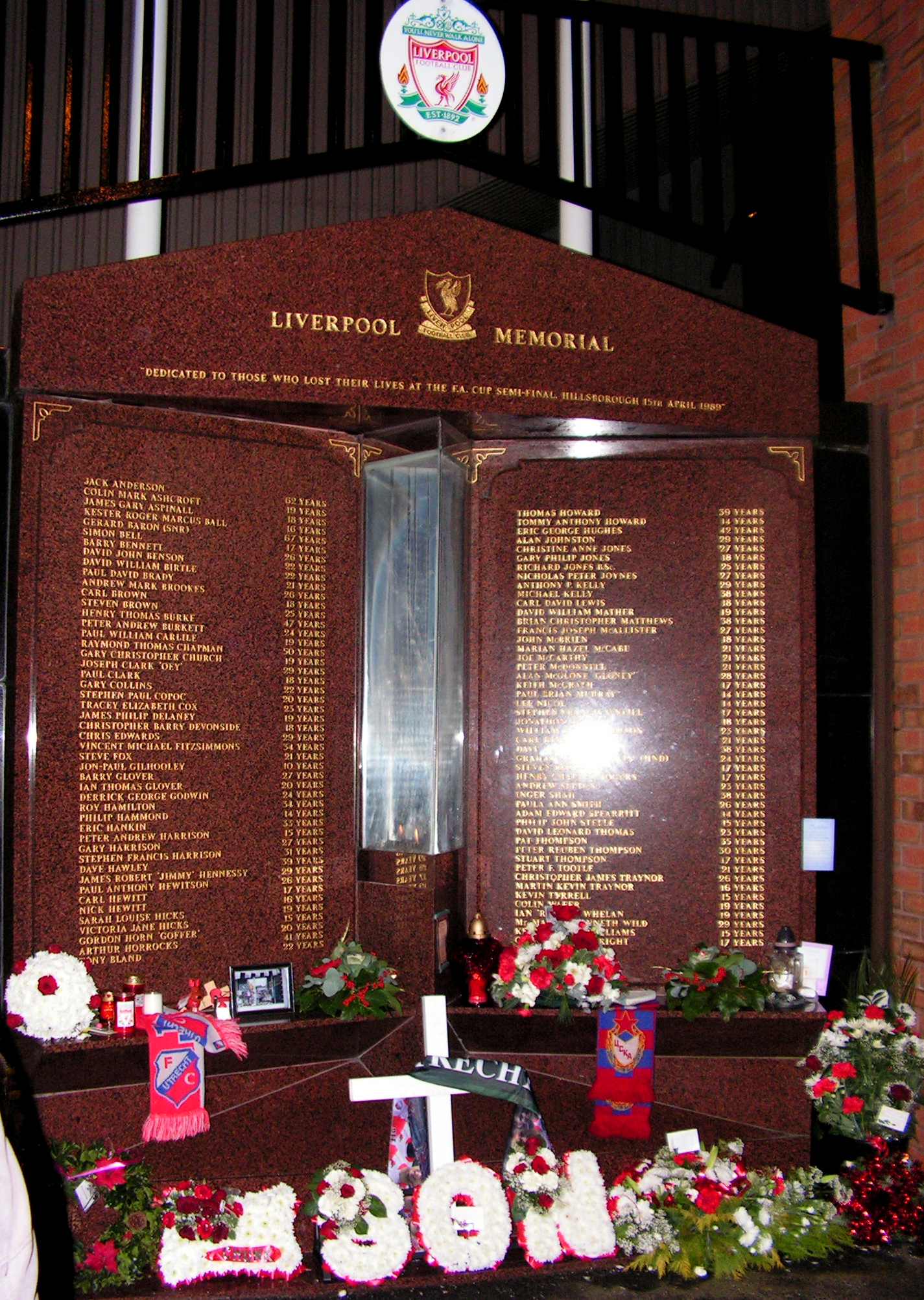
بنای یادبود قربانیان هیلزبورو در محوطهٔ بیرونی آنفیلد

این حادثه معروف به فاجعه هیلزبورو است که در روز ۱۵ آوریل ۱۹۸۹ در جام حذفی انگلیس در دیدار نیمه پایانی مقابل ناتینگهام فارست رخ داد. این حادثه در حالی روی داد که بیش از گنجایش ورزشگاه بلیت فروخته شده بود در نتیجه به علت تراکم بیش از حد تماشاگران در ورزشگاه هیلزبورو شهر شفیلد، هواداران لیورپول مأیوسانه سعی کردند خود را از ازدحام جمعیت نجات دهند که به همین سبب راه خروج که تنها از یک تونل تشکیل می‌شد، به سرعت و به‌طور کامل مسدود شد. در همین حین، واکنش پلیس برای جلوگیری از ازدحام، باعث شد تا عده‌ای بیشتر از مردم زیر دست و پا له شده و کشته شوند. در این حادثه ۷۶۶ نفر زخمی و ۹۶ هوادار لیورپول جان خود را از دست دادند. انگشت اتهام از همان ابتدا به سوی تماشاگران لیورپول گرفته شد و دولت و پلیس دلیل فاجعه را «ازدحام جمعیت و اوباش‌گری تماشاگران لیورپول» اعلام کردند و ریاست وقت یوفا از هواداران لیورپول با عنوان «هیولا» یاد کرد، اما با گذر زمان مشخص گردید که پلیس و مسئولان برگزاری این مسابقه مقصران بروز این فاجعه انسانی بودند. در سال ۲۰۱۲ دیوید کامرون نخست‌وزیر انگلیس طی یک سخنرانی رسمی در مجلس عوام اعلام کرد که «بی عدالتی مضاعف» در حق کشته شدگان این حادثه رخ داده و از این که سعی شده قربانیان حادثه به عنوان مقصران حادثه قلمداد شوند، از خانواده آنان به صورت رسمی عذر خواهی کرد.

### سقوط تا بازگشت با قهرمانی در اروپا (۱۹۸۹–۲۰۰۵)

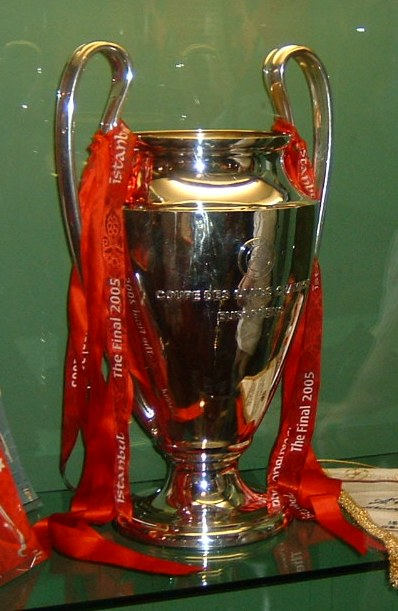
تصویری از پنجمین جام اروپایی لیورپول، فینال ۲۰۰۵ استانبول

با وجود آنکه لیورپول توانست با پیروزی بر تیم اورتون در بازی فینال، قهرمان جام حذفی سال ۱۹۸۹ شود، اما پس از این حادثه لیورپول در یکی از دشوارترین مراحل تاریخ خود قرار گرفت به گونهٔ که دیگر هیچ‌گاه نتوانست مانند سابق در لیگ انگلیس و جام باشگاه‌های اروپا نتیجه بگیرد. آن‌ها یک سال پس از این حادثه، از سال ۱۹۹۰ تا سال ۲۰۲۰، سی سال نتوانستند قهرمان لیگ انگلیس شوند. این تیم در دهه نود میلادی به‌طور کامل به یک تیم معمولی تبدیل شده بود، به نحوی که در این دهه تنها یک مرتبه در فینال ۱۹۹۲ با شکست ساندرلند قهرمان جام حذفی شد. از دیگر افتخارات این تیم در این دهه، ۱ قهرمانی در جام اتحادیه و ۱ قهرمانی در جام خیریه بود. با ظهور نسلی جدید در این باشگاه هم مانند: رابی فاولر، مایکل اوون، جیمی ردنپ، جیمی کاراگر، استیو مک‌منمن و استیون جرارد و با سرمربی‌گری ژرارد هولیه بار دیگر لیورپول به روزهای اوج خود در اروپا نزدیک شد. آنان توانستند در فصل ۲۰۰۰–۰۱ سه جام یوفا، اتحادیه و جام حذفی را توامان فتح کنند. در فینال جام یوفا لیورپول توانست با نتیجه ۵–۴ تیم باشگاه فوتبال دپورتیوو آلاوس اسپانیا را شکست دهد.
پس از هولیه این تیم در مسابقات بین‌المللی با مربی جدید خود، رافائل بنیتز اسپانیایی روند رو به رشدی را تجربه کرد. این تیم در لیگ قهرمانان اروپا در فصل ۲۰۰۴–۰۵ در روز ۲۵ مه ۲۰۰۵ به فینال لیگ قهرمانان رسید و در یک دیدار تماشایی در مقابل آ.ث. میلان، درحالی که با سه گل عقب بود بازی را به تساوی کشاند و توانست این تیم را در ضربات پنالتی با نتیجه ۶ بر ۵ مغلوب کرده و به طرزی باورنکردنی، جبران سال‌های بی‌فروغش را بنماید و برای پنجمین مرتبه قهرمان اروپا شود. اما برخلاف این جام، در همان فصل در لیگ برتر انگلیس، به مقامی بالاتر از رده پنجم دست نیافت.

### تعویض‌های مداوم مربیان (۲۰۰۵–۲۰۱۵)
به دلیل یک تغییر قانون کوتاه مدت در یوفا، لیورپول اجازه یافت در فصل ۲۰۰۵–۰۶ بعد از پشت سر گذاشتن سه مرحله مقدماتی، در لیگ قهرمانان بازی کند. اما نتوانست در این جام موفق شود. البته در همان سال عنوان قهرمانی جام حذفی را به دست آورد. لیورپول در سال ۲۰۰۷ نیز به فینال لیگ قهرمانان رسید که در شهر آتن با نتیجه ۲–۱ مغلوب آ.ث. میلان شد.
در فصل ۲۰۰۹–۲۰۱۰ لیگ برتر فوتبال انگلستان، لیورپول در جایگاه هفتم فصل را تمام کرد و موفق نشد به لیگ قهرمانان برسد. بنیتز طی یک توافق دو طرفه از باشگاه جدا شد. جایگزین او روی هاجسون مربی وقت فولام بود. در اکتبر ۲۰۱۰، جان ویلیام هنری باشگاه را خرید. نتایج بد هاجسون باعث شد که او هم با توافقی دو طرفه از باشگاه برود و کنی دالگلیش اسطوره باشگاه دوباره به این جایگاه بازگردد. اما او با وجود قهرمانی در جام اتحادیه و نایب قهرمانی در جام حذفی اخراج شد چرا که لیورپول در فصل ۲۰۱۱–۲۰۱۲ هشتم شد که بدترین جایگاه باشگاه در ۱۸ سال اخیر بود. پس از او برندان راجرز انتخاب شد.
تیم او در فصل ۲۰۱۳–۲۰۱۴ لیورپول پس از پنج سال غیبت در لیگ قهرمانان اروپا توانست با ایستادن در رتبه دوم جدول لیگ برتر جواز حضور در مسابقات لیگ قهرمانان را به دست آورد. لیورپول در این فصل با ارائه بازی‌های زیبا و درخشش دو مهاجم خود لوییز سوارز و دنیل استوریج و با زدن ۱۰۱ گل در مسابقات لیگ، بار دیگر توجهات را به سوی خود جلب کرد. اما بعد از یک فصل ناامیدکننده یعنی فصل ۲۰۱۴–۲۰۱۵ که لیورپول فصل را با رتبه ششم تمام کرد، راجرز هم در اکتبر ۲۰۱۵ اخراج شد.

### عصر کلوپ (۲۰۱۵–۲۰۲۴)
در ۸ اکتبر ۲۰۱۵ یورگن کلوپ به عنوان سرمربی این باشگاه انتخاب شد. وی در روز معارفه‌اش گفت: «اگر در چهار سال آینده نتوانم برای لیورپول جامی کسب کنم، در فوتبال سوئیس مربیگری خواهم کرد.»
البته لیورپول کلوپ در آن فصل در لیگ به مقامی بهتر از هشتم دست نیافت، در جام حذفی در مرحله یک شانزدهم نهایی حذف شد و در جام اتحادیه و لیگ اروپا به مقام نایب قهرمانی دست یافت.
در فصل بعد از آن بازیکنانی چون سادیو مانه، راگنار کلاوان، جورجینیو واینالدوم و لوریس کاریوس برای عملکرد بهتر تیم در رقابت‌های مختلف به تیم اضافه شدند و بازیکنانی همچون کریستین بنتک، جردن آیب، ماریو بالوتلی و کولو توره از تیم جدا شدند. لیورپول در آن فصل در لیگ چهارم شد، در جام حذفی در دور چهارم حذف شدند و در جام اتحادیه از نیمه نهایی بالاتر نرفت.
اما در فصل ۲۰۱۷–۱۸ لیورپول با خرید محمد صلاح، اندرو رابرتسون و الکس اکسلید چمبرلین توانست تیمی قدرتمند را پایه‌گذاری کند که در خط حمله‌اش مثلث مانه، صلاح و فیرمینو می‌درخشیدند و در خط هافبک کوتینیو رهبر لیورپول محسوب می‌شد. هر چند آنها در رقابت‌های داخلی عالی کار نکردند و در لیگ چهارم شدند همچنین در جام حذفی و جام اتحادیه قبل از رسیدن به نیمه نهایی حذف شدند. آنها در لیگ قهرمانان اروپا خوش درخشیدند و صدرنشین گروه خود شدند، ولی در نقل و انتقالات زمستانی نیم فصل اتفاقی افتاد که باعث تضعیف عملکرد آنها در ادامه فصل به خصوص رقابت‌های داخلی شد. در ۸ ژانویه ۲۰۱۸ کوتینیو که رهبر خط میانی تیم بود، به بهانه بردن لیگ قهرمانان اروپا از این تیم جدا شد و با مبلغ ۱۰۵ میلیون پوند بارسلونا پیوست.
در ادامه لیگ قهرمانان، آن‌ها پورتو، منچستر سیتی و رم را مغلوب کردند و حریف رئال مادرید در فینال شدند. در بازی فینال مصدومیت محمد صلاح در دقیقه ۳۱ به دست سرخیو راموس و اشتباهات لوریس کاریوس دروازه‌بان آلمانی لیورپول، این تیم را تحت تأثیر قرار داد و لیورپول در آن بازی مغلوب رئال مادرید و نایب قهرمان لیگ قهرمانان اروپا شد.
در فصل ۲۰۱۸–۲۰۱۹ لیورپول با خرید آلیسون بکر، فابینیو، جردان شقیری، نبی کیتا و فروش چند بازیکن از جمله امره جان و راگنار کلاوان و قرض دادن چند بازیکن از جمله دنی اینگز، ناتانیل کلاین و لوریس کاریوس توانست تیمی یکدست تشکیل دهد. هر چند که آنان با این ترکیب باز هم در جام‌های داخلی خوب کار نکردند و در دور سوم جام حذفی و جام اتحادیه توسط ولورهمپتون و چلسی حذف شدند. البته در عملکرد آنها در لیگ فوق‌العاده بود و با ثبت عملکرد ۳۰ برد، ۷ تساوی و فقط یک باخت رقابت تنگاتنگی با منچستر سیتی داشتند اما در پایان با اختلاف یک امتیاز با ۹۷ امتیاز نایب قهرمان لیگ جزیره شدند. آنها در لیگ قهرمانان اروپا در گروهی که پاریس سن ژرمن، ناپولی و ستاره سرخ بلگراد هم حضور داشتند، به عنوان تیم دوم راهی مراحل حذفی شدند. در مراحل حذفی آنها پس از غلبه بر بایرن مونیخ و در هم کوبیدن پورتو حریف بارسلونا در نیمه نهایی شدند. آنها در بازی رفت سه بر صفر در ورزشگاه نیوکمپ شکست خوردند تا امیدهای طرفداران لیورپول کمرنگ بشود. مصدومیت صلاح در بازی‌های لیگ، نگرانی طرفداران را بیشتر کرد. اما اتفاقی که در بازی برگشت افتاد باور کردنی نبود. لیورپول با درخشش دیووک اوریگی، جورجینیو واینالدوم و ترنت الکساندر-آرنولد توانست با ثبت نتیجه چهار بر صفر، یک بازگشت رؤیایی و تاریخی را رقم بزند و برای دومین سال پیاپی به فینال لیگ قهرمانان راه یابند. پاس گل چهارم در این بازی که توسط آرنولد انجام شد، لحظه‌ای تاریخی برای باشگاه رقم زد. در نهایت آنها در فینال مقابل باشگاه فوتبال تاتنهام هاتسپر قرار گرفتند. آنها در این بازی کار سختی را در پیش نداشتند و از ابتدا با گل زودهنگام محمد صلاح برتری خود را بر حریف دیکته کردند و در نهایت با ثبت نتیجه دو بر صفر برای ششمین بار قهرمان لیگ قهرمانان اروپا شدند. سرانجام پس از سی سال لیورپول در فصل ۲۰–۲۰۱۹ قهرمان لیگ برتر انگلستان شد. این قهرمانی هفت هفته مانده به پایان رقابت‌ها مسجل شد و زودهنگام‌ترین قهرمانی تاریخ لیگ انگلستان را رقم زد.
لیورپول در فصل ۲۱–۲۰۲۰ ناامیدکننده ظاهر شد و فقط با ۶۹ امتیاز و در رتبه سوم فصل را اتمام رساند. اما در فصل ۲۲–۲۰۲۱ دوباره به خودش آمد، ولی تیم منچسترسیتی با هدایت پپ گواردیولا حتی از آنها هم بهتر ظاهر شد تا لیورپول با ۹۲ امتیاز و فقط با یک امتیاز کمتر نایب قهرمان شود. آنها در تمام جام‌ها درخشان ظاهر شدند و جام اتحادیه و حذفی را فتح کردند و در لیگ قهرمانان اروپا هم تا مرحله نهایی بالا رفتند جایی که با تک گل وینیسیوس جونیور به رئال مادرید کارلو انجلوتی باختند. در حقیقت، آنها فرصت بردن چهارگانه داشتند اما در نهایت به همان دو جام اکتفا کردند.
لیورپول در فصل ۲۰۲۲–۲۳ ذره ای شبیه به تیم سال قبل نبودند و با ۶۷ امتیاز و رتبه پنجم، حتی نتوانست به لیگ قهرمانان اروپا راه پیدا کند. در اواسط فصل ۲۰۲۳–۲۴، کلوپ اعلام کرد که در آخر فصل از این تیم جدا خواهد شد. او گفت که علت این تصمیم کم شدن انرژی و شور و شوقش برای ادامه مسیر بوده است. با وجود اینکه انگیزه بازیکنان با این خبر برای با قهرمانی تمام کردن فصل افزایش یافت، لیورپول در پایان فصل سوم شد، در جام حذفی به منچستریونایتد باخت و حتی در لیگ اروپا هم قهرمان نشد. تنها دستاورد فصل آخر یورگن کلوپ، قهرمانی در جام اتحادیه با گل ویرجیل فن دایک بود

### پس از کلوپ (۲۰۲۴-اکنون)
بعد از اینکه کلوپ باشگاه را ترک کرد، رسانه‌ها شروع به گمانه‌زنی دربارهٔ جایگزین وی کردند. روبرتو د زربی سرمربی وقت برایتون، ژابی آلونزو بازیکن سابق باشگاه و توماس فرانک سرمربی وقت برنتفورد از مربیانی بودند که شایعات دربارهٔ پیوستن آنها به لیورپول داغ شده بود. اما در نهایت در ۲۰ می ۲۰۲۴ باشگاه اعلام کرد که آرنه اسلوت، سرمربی فاینورد به عنوان سرمربی لیورپول در فصل بعد انتخاب شده است.

## رنگ و نماد باشگاه
در طول تاریخ باشگاه لیورپول، رنگ لباس خانگی این تیم اغلب قرمز بوده اما در بدو تأسیس باشگاه، بازیکنان لباس آبی و سفیدی بر تن می‌کردند که به لباس باشگاه اورتون شباهت داشت. اما از سال ۱۸۹۶ میلادی رنگ لباس خانگی این تیم، به رنگ قرمز تغییر یافت. نماد شهر لیورپول یعنی لیوربرد، برای اولین بار در ۱۹۰۱ در نماد باشگاه استفاده شد هرچند تا ۱۹۵۵ در لباس ورزشی بازیکنان استفاده نشد.
این نماد بر روی یک سپر قرار دارد، که در بالای آن شکلی از دروازه شنکلی قرار دارد که بر روی آن شعار معروف لیورپول تو هیچ‌گاه تنها گام برنخواهی داشت (به انگلیسی You'll Never Walk Alone) به چشم می‌خورد. در پی کشته شدن ۹۶ هوادار لیورپولی در سانحه ورزشگاه هیلزبورو در سال ۱۹۸۹، به یاد کشته شدگان این سانحه دو شعله فروزان آتش به نماد باشگاه اضافه شد.
در ژانویهٔ ۲۰۱۲ این باشگاه اعلام کرد که قراردادی به مبلغ ۲۵ میلیون پوند با واریور بسته است که از فصل ۲۰۱۲–۱۳ به مدت شش سال این شرکت به جای آدیداس لباس‌های باشگاه را تولید کند اما با فسخ قرارداد، از آغاز فصل ۲۰۱۵–۱۶، شرکت تولیدی نیو بالانس تولید لباس‌های این باشگاه را برعهده گرفت. با پایان قرارداد نیو بالانس در سال ۲۰۲۰، لیورپول با قراردادی به ارزش ۸۰ میلیون پوند تولید لباس‌های باشگاه را به کمپانی نایکی واگذار کرد.
| ۱۸۹۲ تا ۱۸۹۶ | ۱۸۹۶ تا ۱۹۰۷ | ۱۹۰۷ تا ۱۹۱۰ | ۱۹۱۰ تا ۱۹۳۳ | ۱۹۵۹ تا ۱۹۶۴ | ۱۹۶۴ تا ۲۰۰۰ |
| ۲۰۰۰ تا ۲۰۰۲ | ۲۰۰۲ تا ۲۰۰۴ | ۲۰۰۴ تا ۲۰۰۶ | ۲۰۰۶ تا ۲۰۰۸ | ۲۰۰۸ تا ۲۰۱۰ | ۲۰۱۰ تا ۲۰۱۲ |
| ۲۰۱۲ تا ۲۰۱۳ | ۲۰۱۳ تا ۲۰۱۴ | ۲۰۱۴ تا ۲۰۱۵ | ۲۰۱۵ تا ۲۰۱۶ | ۲۰۱۶ تا ۲۰۱۷ | ۲۰۱۷ تا ۲۰۱۸ |
| ۲۰۱۸ تا ۲۰۱۹ | ۲۰۱۹ تا ۲۰۲۰ | از ۲۰۲۰      |              |              |              |

## ورزشگاه خانگی

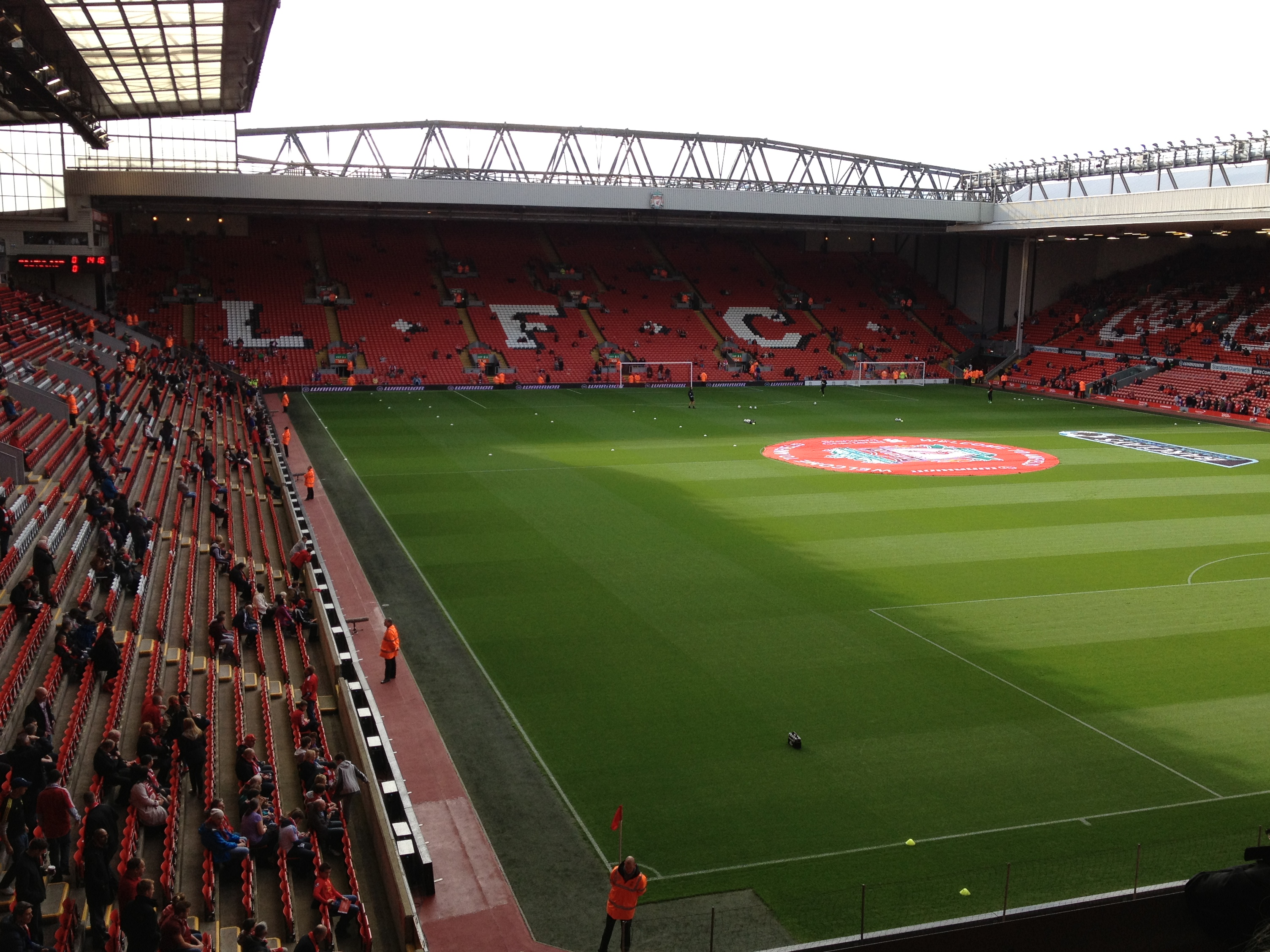
نمایی از ورزشگاه آنفیلد

ورزشگاه چهار ستاره آنفیلد ورزشگاه خانگی تیم لیورپول است. ظرفیت کنونی این ورزشگاه ۵۴٫۰۷۴ نفر می‌باشد. این ورزشگاه در سال ۱۸۸۴ تأسیس شد که به مدت ۸ سال اورتون بازی‌های خانگی خود را در این ورزشگاه انجام می‌داد که پس از بنیان‌گذاری باشگاه لیورپول توسط جان هولدینگ در سال ۱۸۹۲، به عنوان ورزشگاه خانگی این تیم انتخاب شد. استادیوم به خاطر جایگاه معروف کوپ در ناحیه جنوب غربی زمین در انگلستان و اروپا معروف است. هواداران پرشور و دو آتشه لیورپول در این قسمت از زمین مستقر می‌شوند که با سرو صداهای فراوان و سرودهای مهیجی که می‌خوانند باعث ترس و اضطراب در روحیه حریفان لیورپول می‌شوند، در واقع هواداران جایگاه کوپ مظهر تعصب تیم به حساب می‌آیند که در سخت‌ترین و بحرانی‌ترین شرایط، تیم محبوب خود را تنها نمی‌گذارند. آن‌ها همواره با سرود معروف خود تو هیچ‌گاه تنها گام برنخواهی داشت به تیم در هنگام مسابقه روحیه می‌دهند.
آنفیلد دارای دو دروازه ورودی است که این دروازه‌ها به احترام دو مربی بزرگ باشگاه، بیل شنکلی و دیگری باب پیزلی نام‌گذاری شده‌اند. بر روی سر در دروازه شنکلی جمله معروف هرگز تنها گام برنخواهی داشت آورده شده که در مدخل ورودی این دروازه در کنار فروشگاه باشگاه در محوطه بیرونی ورزشگاه، مجسمهٔ از بیل شنکلی وجود دارد.
و همچنین در تونلی که بازیکنان از رختکن به سوی میدان می‌روند، لوحی یادبود از شنکلی است که این جملات بر روی آن حک شده است: «این آنفیلد است یادآور جوانانی که برای ما بازی می‌کردند و نیز یادآور موقعیتی است که آن‌ها برای ما فراهم ساختند.»
یکی از معروف‌ترین بخش‌های آنفیلد، اتاق چکمه (The Boot Room) به‌شمار می‌آید به این دلیل که مربیان معروفی از جمله بیل شنکلی، باب پیزلی، جو فاگان و کنی دالگلیش در این اتاق مدت‌ها به صرف چای و بحث راجع به تیم، نقشه کشیدن برای شکست رقبا و همچنین برنامه‌ریزی برای تیم می‌پرداختند. ضمناً لوح یادبودی برای زنده نگه داشتن خاطره کشته شدگان سانحه هیلزبورو در این مکان وجود دارد که هواداران تیم و رقیب با گذاشتن گل، یاد کشته‌شدگان آن واقعه را زنده نگه می‌دارند. در فاجعه هیلزبوروو ۹۶ نفر از هواداران لیورپول به علت ازدحام بیش از حد جمعیت کشته شدند.

## هواداران و رقابت‌ها
لیورپول یکی از پرطرفدارترین باشگاه‌های انگلیس است. از طرفداران مشهور لیورپول می‌توان به: الویس کاستلو لبران جیمز و کوبی برایانت از بسکتبالیست‌های برجسته لیگ ان بی ای، کارولین وزنیاکی، دنیل کریگ، ساموئل ال. جکسون، کریس دی برگ، لیام نیسون، کلایو اوون، لانا دل‌ری، آنجلینا جولی،برد پیت، روسانا دیویسن، پاپ ژان پل دوم، نلسون ماندلا، اسون گوران اریکسون، دکتر دری، و حتی عادل فردوسی پور و نمونه‌های دیگری از این قبیل اشاره کرد.
در سال ۲۰۰۸ گروهی از طرفداران این تیم، تصمیم گرفتند تیمی به اسم ای.اف. سی لیورپول تشکیل دهند تا برای هوادارانی که از لحاظ مالی برای دیدن بازی‌های تیم محبوب‌شان مشکل داشتند، بازی کنند.

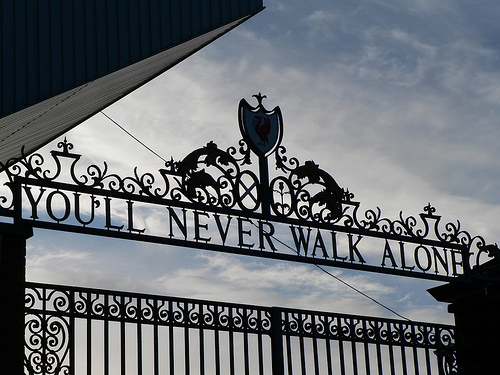
دروازه بیل شنکلی که بر سر در آن شعار معروف «تو هیچ‌گاه تنها گام برنخواهی داشت» حک شده است.

ترانه تو هیچ‌گاه تنها گام برنخواهی داشت، سرود باشگاه است. این سرود از سال ۱۹۶۰ تاکنون توسط هواداران در ورزشگاه خوانده می‌شود. این آهنگ در واقع آهنگ موزیکال فیلم چرخ فلک در سال ۱۹۴۵ است که نویسنده متن این آهنگ اسکار همرستاین و آهنگساز آن ریچارد راجرز است. این آهنگ بعدها در سال ۱۹۶۰ توسط دو تن از آهنگ‌سازان لیورپولی به نام «جری و پیسمیکرز» تنظیم و به عنوان سرود باشگاه برگزیده شد. همچنین شعار «تو هیچ‌گاه تنها گام برنخواهی داشت» بر روی نشان باشگاه و نیز بر سر در دروازهٔ یادبود بیل شنکلی حک شده است.
قدیمی‌ترین رقیب تیم لیورپول، همشهری این تیم یعنی اورتون است. بازی‌های این دو تیم به دربی مرزیساید مشهور است. دربی مرزیساید به دربی دوستانه نیز مشهور است؛ زیرا یکی از معدود شهرآوردهای است که در آن طرفداران با هم درگیری شدید پیدا نمی‌کنند.
دیگر رقیب لیورپول، منچستر یونایتد است. دو شهر منچستر و لیورپول از همهٔ جهات با هم رقابت دارند. رقابت این دو تیم از دههٔ ۱۹۶۰ تشدید شد. این دربی، به دربی شمال غربی انگلستان نیز معروف است.

## مالکیت باشگاه

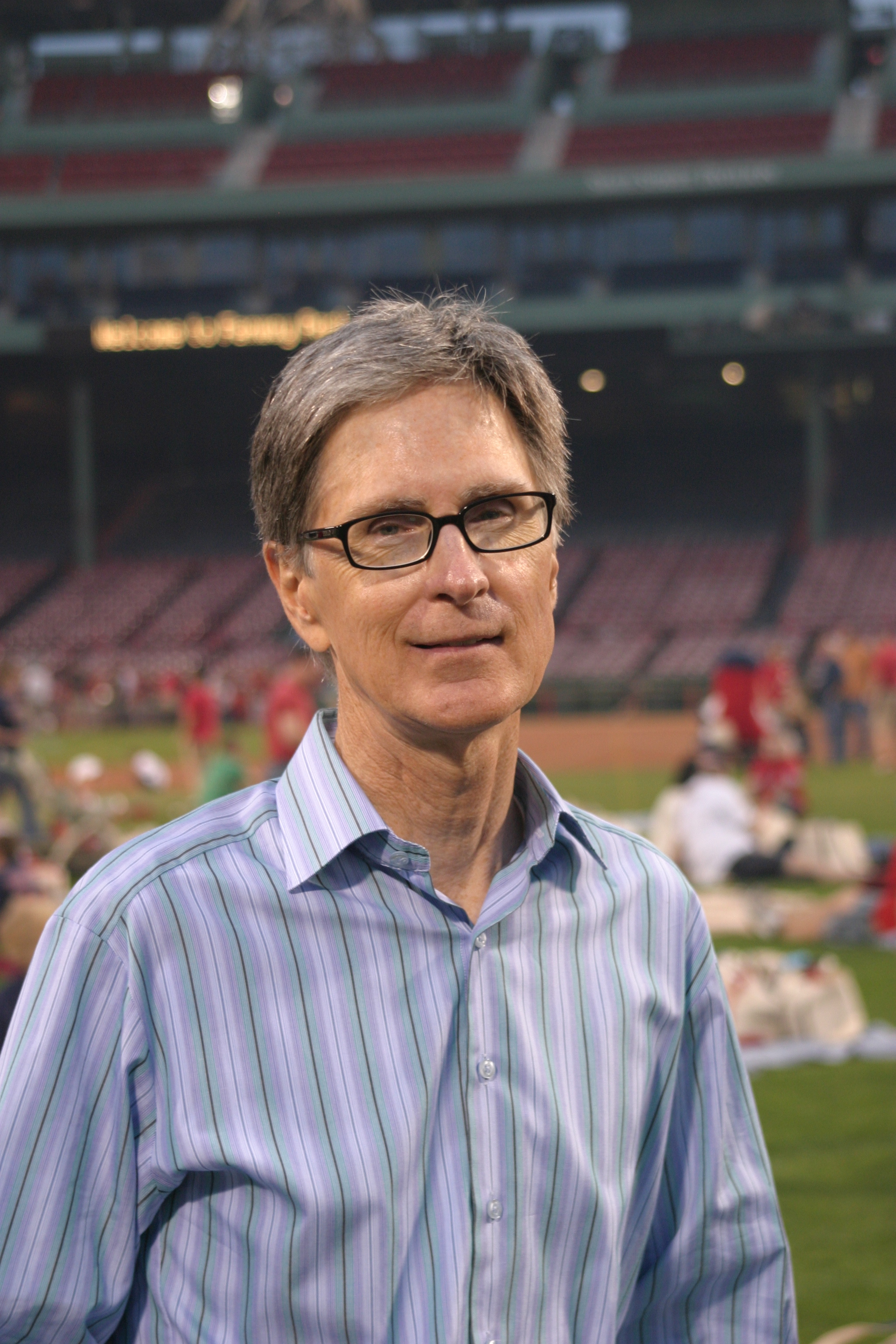
جان. دبلیو هنری از مالکان باشگاه لیورپول

هم‌اکنون مالکیت باشگاه لیورپول را گروه ورزشی فین‌وی (به انگلیسی :Fenway Sports Group) بر عهده دارد که جان هنری و تام ورنر در راس آن می‌باشند. این گروه پیش از خرید سهام باشگاه لیورپول، در بخش ورزش به موفقیت‌های کلانی با تیم بوستون ردساکس که یکی از بزرگ‌ترین و پرطرفدارترین تیم‌های بیسبال می‌باشد به دست آورده است. همچنین اسطوره بسکتبال آمریکا، لبران جیمز نیز قسمت کوچکی از سهام تیم لیورپول را در اختیار دارد. در تاریخ ۱۵ اکتبر ۲۰۱۰ باشگاه لیورپول از مالکیت جورج جیلت و تام هیکس درآمد و با مبلغ ۳۰۰ میلیون پوند به گروه ورزشی فین‌وی که در آن زمان «نیو انگلند اسپورتس ونچرز» نام داشت واگذار شد. در سال ۲۰۲۳ مجله اقتصادی فوربز طی گزارشی اعلام کرد که باشگاه فوتبال لیورپول پس از منچستر یونایتد، رئال مادرید و بارسلونا، چهارمین باشگاه و برند با ارزش فوتبال جهان است. این مجله معتبر اقتصادی ارزش باشگاه را در آن زمان ۵٫۲۹ میلیارد دلار اعلام کرد.
- نمودار مدیریتی باشگاه فوتبال لیورپول

| نام              | سمت                |
| ---------------- | ------------------ |
| گروه ورزشی فین‌وی | مالک               |
| جان. دبلیو هنری  | سهام دار اصلی      |
| تام ورنر         | مدیر عامل          |
| مایکل گوردون     | مدیر ورزشی فین‌وی   |
| مایکل ادواردز    | مدیر بخش فوتبال    |
| بیلی هوگِن        | مدیر اجرایی باشگاه |
| جولیان وارد      | مدیر فنی           |
| ریچارد هیوز      | مدیر ورزشی         |
| پدرو مارکز       | مدیر توسعه فوتبال  |

## حامی اصلی و تولیدکنندهٔ لباس
| بازه زمانی | حامی اصلی        | تولیدکنندهٔ لباس |
| ---------- | ---------------- | --------------- |
| ۱۹۷۹–۱۹۷۳  | بدون حامی        | آمبرو           |
| ۱۹۸۳–۱۹۷۹  | هیتاچی           | آمبرو           |
| ۱۹۸۵–۱۹۸۲  | کراون پینتس      | آمبرو           |
| ۱۹۸۸–۱۹۸۵  | کراون پینتس      | آدیداس          |
| ۱۹۹۲–۱۹۸۸  | کندی             | آدیداس          |
| ۱۹۹۶–۱۹۹۲  | کارلزبرگ         | آدیداس          |
| ۲۰۰۶–۱۹۹۶  | کارلزبرگ         | ریباک           |
| ۲۰۱۰–۲۰۰۶  | کارلزبرگ         | آدیداس          |
| ۲۰۱۲–۲۰۱۰  | استاندارد چارترد | آدیداس          |
| ۲۰۱۵–۲۰۱۲  | استاندارد چارترد | واریور اسپورتس  |
| ۲۰۲۰–۲۰۱۵  | استاندارد چارترد | نیو بالانس      |
| ۲۰۲۰_۲۰۲۵  | استاندارد چارترد | نایکی           |
| از ۲۰۲۵    | استاندارد چارترد | آدیداس          |

## بازیکنان کنونی

### ترکیب تیم
آخرین بروزرسانی: ۳۰ می ۲۰۲۵
| شماره |          | پست       | بازیکن                   |
| ----- | -------- | --------- | ------------------------ |
| ۱     | برزیل    | دروازه‌بان | آلیسون بکر               |
| ۲     | انگلستان | مدافع     | جو گومز                  |
| ۳     | ژاپن     | هافبک     | واتارو اندو              |
| ۴     | هلند     | مدافع     | ویرجیل فن دایک (کاپیتان) |
| ۵     | فرانسه   | مدافع     | ابراهیما کوناته          |
| ۷     | کلمبیا   | مهاجم     | لوئیز دیاز               |
| ۸     | مجارستان | هافبک     | دومینیک سوبوسلای         |
| ۹     | اروگوئه  | مهاجم     | داروین نونیز             |
| ۱۰    | آرژانتین | هافبک     | الکسیس مک الیستر         |
| ۱۱    | مصر      | مهاجم     | محمد صلاح                |
| ۱۴    | ایتالیا  | مهاجم     | فدریکو کیه‌زا             |

| شماره |               | پست       | بازیکن         |
| ----- | ------------- | --------- | -------------- |
| ۱۷    | انگلستان      | هافبک     | کورتیس جونز    |
| ۱۸    | هلند          | مهاجم     | کودی گاکپو     |
| ۱۹    | انگلستان      | هافبک     | هاروی الیوت    |
| ۲۱    | یونان         | مدافع     | کوستاس سیمیکاس |
| ۲۶    | اسکاتلند      | مدافع     | اندرو رابرتسون |
| ۳۸    | هلند          | هافبک     | رایان گراونبرخ |
| ۵۶    | جمهوری چک     | دروازه‌بان | ویتسلاف یاروش  |
| ۶۲    | جمهوری ایرلند | دروازه‌بان | کائویمین کلهر  |
| ۷۸    | انگلستان      | مدافع     | جارل کوانسا    |
| ۸۴    | ایرلند شمالی  | مدافع     | کانر بردلی     |
| -     | هلند          | مدافع     | جرمی فریمپونگ  |
|       | فرانسه        | مهاجم     | هوگو ایکیتیکه  |

### بازیکنان خارج شده به صورت قرضی
| شماره |          | نقش   | بازیکن                      |
| ----- | -------- | ----- | --------------------------- |
| ۲۲    | اسکاتلند | مدافع | کالوین رمزی به ویگان اتلتیک |
| ۴۳    | اسپانیا  | هافبک | استفان بایچتیچ به زالسبورگ  |
| ۴۶    | انگلستان | مدافع | ریس ویلیامز به مورکم        |

| شماره |          | پست       | بازیکن                         |
| ----- | -------- | --------- | ------------------------------ |
| ۴۷    | انگلستان | مدافع     | ناتانیل فیلیپس به دربی کانتی   |
| ۵۰    | اسکاتلند | مهاجم     | بن دک به میدلزبرو              |
| -     | گرجستان  | دروازه‌بان | گیورگی مامارداشویلی به والنسیا |

### ده بازیکن محبوب تاریخ باشگاه لیورپول از نگاه هواداران
در رای‌گیری سال ۲۰۰۶ میلادی با مشارکت بیش از صد هزار هوادار باشگاه لیورپول، در سرتاسر جهان، فهرست صد بازیکن محبوب تاریخ باشگاه لیورپول با عنوان «صد بازیکنی که جایگاه کوپ را به وجد آوردند» (به انگلیسی: 100 Players Who Shook The Kop) تنظیم گردید. متعاقباً در سال ۲۰۱۳ با انجام مجدد رای‌گیری در وبگاه رسمی باشگاه، ۱۰۰ بازیکن محبوب تاریخ باشگاه لیورپول بار دیگر برگزیده شدند که این رای‌گیری نسبت به رای‌گیری پیشین، تغییراتی اندک داشت.
- فهرستی که در زیر آمده است بر اساس نتایج رای‌گیری سال ۲۰۱۳ است.[۱۱۸]

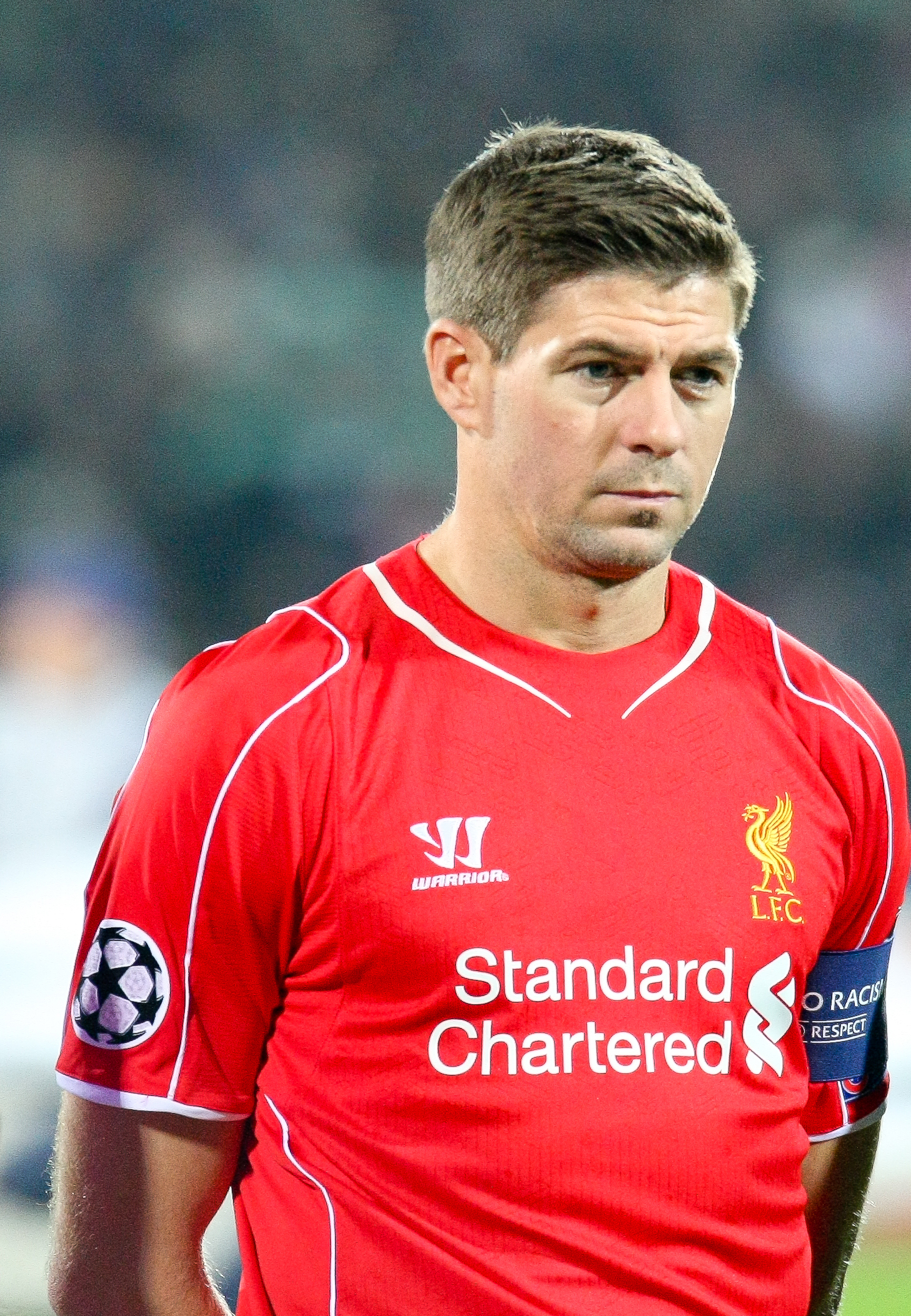
استیون جرارد، محبوب‌ترین بازیکن تاریخ باشگاه لیورپول

| رتبه | نام بازیکن   | ملیت     | دوره بازی           | لقب               | لقب به زبان بیگانه |
| ---- | ------------ | -------- | ------------------- | ----------------- | ------------------ |
| ۱    | استیون جرارد | انگلستان | ۱۹۹۸– ۲۰۱۵          | کاپیتان فوق‌العاده | Captain Fantastic  |
| ۲    | کنی دالگلیش  | اسکاتلند | ۱۹۷۷–۱۹۹۰           | سلطان کنی         | King Kenny         |
| ۳    | یان راش      | ولز      | ۱۹۸۰–۱۹۸۷ ۱۹۸۸–۱۹۹۶ | شبح               | The Ghost          |
| ۴    | رابی فاولر   | انگلستان | ۱۹۹۳–۲۰۰۱ ۲۰۰۶–۲۰۰۷ | خدا               | God                |
| ۵    | لوییز سوارز  | اروگوئه  | ۲۰۱۱–۲۰۱۴           | تفنگدار           | El pistolero       |
| ۶    | جیمی کاراگر  | انگلستان | ۱۹۹۶–۲۰۱۳           | کارا              | Carra              |
| ۷    | جان بارنز    | انگلستان | ۱۹۸۷–۱۹۹۷           | بیل مکانیکی       | Digger             |
| ۸    | بیلی لیدل    | اسکاتلند | ۱۹۳۸–۱۹۶۱           | لیدل‌پول           | Liddellpool        |
| ۹    | فرناندو تورس | اسپانیا  | ۲۰۰۷–۲۰۱۱           | ال نینو           | El niño            |
| ۱۰   | سامی هوپیا   | فنلاند   | ۱۹۹۹–۲۰۰۹           | روان‌سنج           | Psycho co          |

## رکوردها

### بازی‌ها
- بیشترین بازی در همهٔ رقابت‌ها: یان کلهن - ۸۵۷.
- بیشترین بازی در لیگ:  یان کلهن - ۶۴۰.
- بیشترین بازی در جام حذفی:  یان کلهن - ۷۹.
- بیشترین بازی در جام اتحادیه:  یان راش - ۷۸.
- بیشترین بازی در اروپا:  جیمی کاراگر - ۱۵۰.
- جوان‌ترین بازیکن ترکیب اصلی تیم:  جروم سینکلر، ۱۶ سال و ۶ روز. (مقابل وست برومویچ) - ۱۶ سپتامبر ۲۰۱۲
- پیرترین بازیکن:  ند دویگ، ۴۱ سال و ۱۶۵ روز. (مقابل نیوکاسل)

### گلزنان

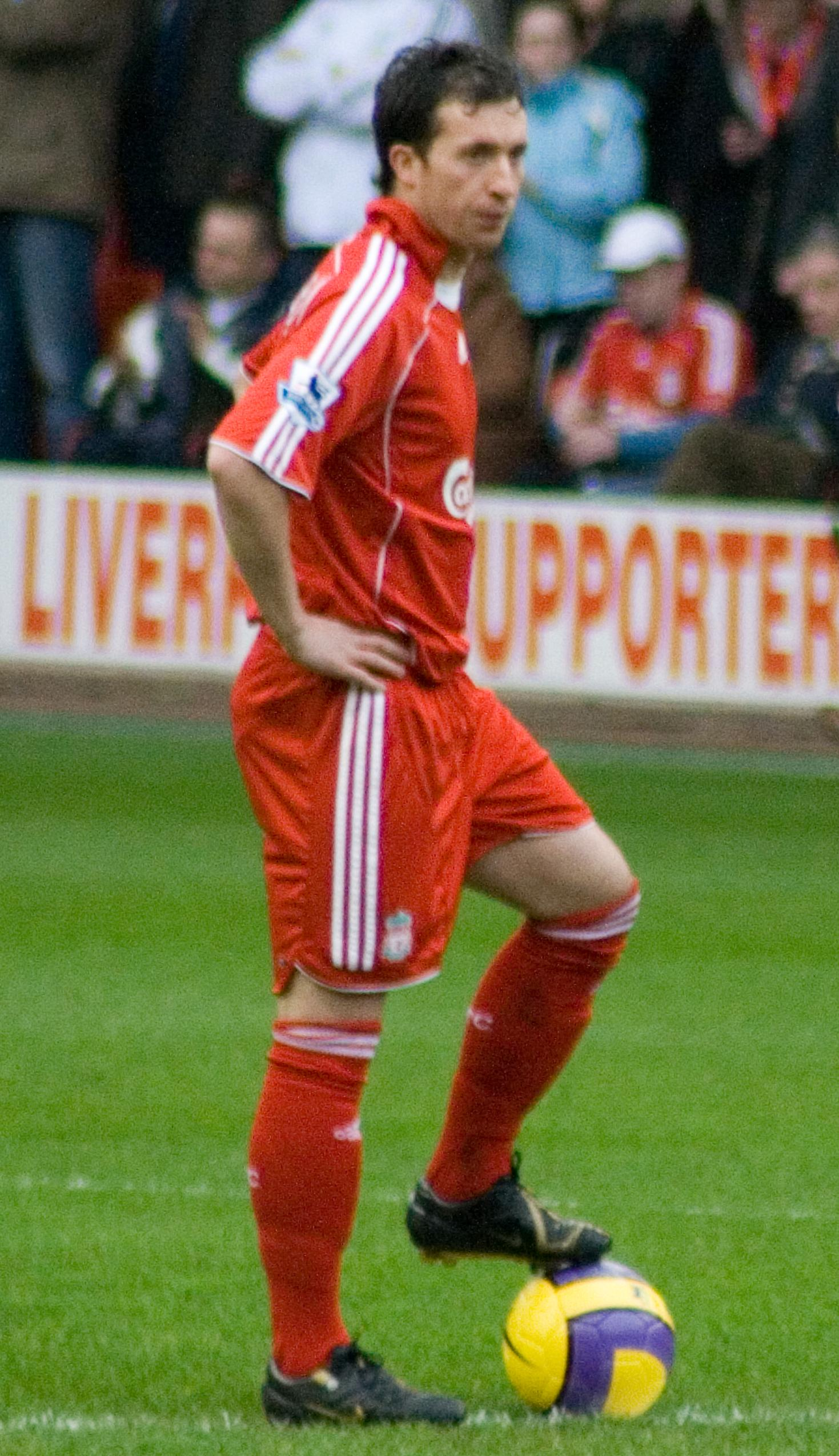
رابی فاولر، زننده سریع‌ترین هت تریک تاریخ لیگ برتر تا سال ۲۰۱۵

- بیشترین گل در همهٔ رقابت‌ها:  یان راش - ۳۴۶.[۱۲۶]
- بیشترین گل در لیگ:  راجر هانت - ۲۴۵.
- بیشترین گل در جام حذفی:  یان راش - ۳۹.
- بیشترین گل در جام اتحادیه:  یان راش - ۴۹.
- بیشترین گل در اروپا:  محمد صلاح - ۴۳.
- بیشترین گل در یک فصل:  یان راش - ۴۷.
- بیشترین هت تریک در یک فصل:  راجر هانت - ۵ (فصل ۱۹۶۱–۶۲).
- بیشترین هت تریک:  گوردون هاجسون - ۱۷.
- سریع‌ترین هت تریک:  رابی فاولر، ۴ دقیقه و ۳۳ ثانیه. (سریع‌ترین هت تریک تاریخ لیگ برتر [تا سال ۲۰۱۵] در مقابل آرسنال، ۲۸ اوت ۱۹۹۴)[۱۲۷]
- جوان‌ترین گل‌زن:  بن وودبرن، با ۱۷ سال و ۴۵ روز (مقابل لیدز یونایتد، ۲۹ نوامبر ۲۰۱۶)
- پیرترین گل‌زن:  بیلی لیدل، با ۳۸ سال و ۵۵ روز (مقابل استوک سیتی، ۵ مارس ۱۹۶۰)

### نقل و انتقالات
- بیشترین مبلغ پرداخت شده برای خرید یک بازیکن:  داروین نونیز، ۲۵+۷۵ میلیون پوند (از بنفیکا، تابستان ۲۰۲۲)
- بیشترین مبلغ دریافت شده برای فروش یک بازیکن:  فیلیپه کوتینیو، ۱۶۰ میلیون یورو (به بارسلونا، ژانویه ۲۰۱۸)

## جوایز بازیکنان

### توپ طلای اروپا
- مایکل اوون - ۲۰۰۱[۱۲۸]

### کفش طلای اروپا
- یان راش (۳۲ گل) - ۱۹۸۴[۱۲۹]
- لوییز سوارز (۳۱ گل) - ۲۰۱۴[۱۳۰]

### بهترین بازیکن سال یوفا
- استیون جرارد - ۲۰۰۵[۱۳۱]

### بهترین بازیکن سال اروپا
- ویرجیل فن دایک - ۲۰۱۹[۱۳۲]

## مربیان

باب پیزلی (۱۹۷۴–۱۹۸۳) پر افتخارترین سرمربی تاریخ باشگاه لیورپول

در یکم ماه ژوئن ۲۰۱۲ برندان راجرز در پی اخراج کنی دالگلیش با امضای قراردادی سه ساله به عنوان سرمربی باشگاه لیورپول راهی آنفیلد شد. در پی نتایج موفقیت‌آمیز این تیم در فصل ۲۰۱۳–۱۴، باشگاه لیورپول در روز ۲۶ مه ۲۰۱۴ قراردادی ۴ ساله تا پایان سال ۲۰۱۸ با این سرمربی اهل ایرلند شمالی به امضاء رساند. اما در تاریخ چهارم اکتبر ۲۰۱۵ پس از کسب نتایج ضعیف، برندان راجرز از سوی مدیران باشگاه اخراج شد.
چهار روز پس از اخراج برندان راجرز، مالکان آمریکایی باشگاه با انعقاد قرادادی سه ساله یورگن کلوپ را به عنوان سرمربی جدید باشگاه لیورپول انتخاب کردند.
| سمت                      | ملیت         | نام            |
| ------------------------ | ------------ | -------------- |
| سرمربی                   | هلند         | آرنه اسلوت     |
| مربی                     | هلند         | اس‍پایک هاشلوف   |
| کمک مربی                 | آلمان        | جان هیتینگا    |
| مربی دروازه‌بان           | آلمان        | فابیان اوته    |
| مربی دروازه‌بان           | برزیل        | کلودیو تافارل  |
| مربی توسعه فردی          | انگلستان     | آرون بیگز      |
| مربی عملرد بدنی بازیکنان | بلژیک        | روبن پیترز     |
| مربی بدنساز              | ایرلند شمالی | کانول مورتاگ   |
| رئیس گروه فیزیوتراپی     | انگلستان     | لی نوبز        |
| مدیر آکادمی              | انگلستان     | الکس اینگلتورپ |
| پزشک تیم                 | انگلستان     | جاناتان پاور   |

### تاریخچه مربیان باشگاه
| سال        | نام                      | افتخارات |
| ---------- | ------------------------ | --- |
| ۱۸۹۲–۱۸۹۶  | ویلیام بارکلی جان مک کنا | دو عنوان قهرمانی در دسته دوم |
| ۱۸۹۶–۱۹۱۵  | تام واتسون               | یک عنوان قهرمانی در دسته دوم و دو عنوان قهرمانی در دسته اول |
| ۱۹۱۹–۱۹۲۳  | دیوید اشورث              | یک عنوان قهرمانی در دسته اول |
| ۱۹۲۳–۱۹۲۸  | مت مک کویین              | یک عنوان قهرمانی در دسته اول |
| ۱۹۲۸–۱۹۳۶  | جورج پترسون              | |
| ۱۹۳۶–۱۹۵۱  | جورج کی                  | یک عنوان قهرمانی در دسته اول |
| ۱۹۵۱–۱۹۵۶  | دان ولش                  | |
| ۱۹۵۶–۱۹۵۹  | فیل تیلور                | |
| ۱۹۵۹–۱۹۷۴  | بیل شنکلی                | یک عنوان قهرمانی در دسته دوم، سه قهرمانی در دسته اول، دو قهرمانی در جام حذفی، چهار قهرمانی در جام خیریه، یک قهرمانی در جام یوفا                                                                                      |
| ۱۹۷۴–۱۹۸۳  | باب پیزلی                | شش قهرمانی در دسته اول، سه قهرمانی در جام اتحادیه، شش قهرمانی در جام خیریه، سه قهرمانی در لیگ قهرمانان، یک قهرمانی در جام یوفا، یک قهرمانی در سوپر جام اروپا                                                         |
| ۱۹۸۳–۱۹۸۵  | جو فاگان                 | یک قهرمانی در دسته اول، یک قهرمانی در جام اتحادیه، یک قهرمانی در لیگ قهرمانان |
| ۱۹۸۵–۱۹۹۱  | کنی دالگلیش              | سه قهرمانی در دسته اول، دو قهرمانی در جام حذفی، چهار قهرمانی در جام خیریه |
| ۱۹۹۱       | رانی مورن                | |
| ۱۹۹۱–۱۹۹۴  | گریم سونس                | یک قهرمانی در جام حذفی |
| ۱۹۹۴–۱۹۹۸  | روی اوانس                | یک قهرمانی در جام اتحادیه |
| ۱۹۹۸       | روی اوانس                | |
| ۱۹۹۸–۲۰۰۴  | ژرار هولیه               | یک قهرمانی در جام حذفی، دو قهرمانی در جام اتحادیه، یک قهرمانی در جام خیریه، یک قهرمانی در جام یوفا، یک قهرمانی در سوپرجام اروپا                                                                                      |
| ۲۰۰۴–۲۰۱۰  | رافائل بنیتز             | یک قهرمانی در جام حذفی، یک قهرمانی در جام خیریه، یک قهرمانی در لیگ قهرمانان، یک قهرمانی در سوپرجام اروپا |
| ۲۰۱۰–۲۰۱۱  | روی هاجسون               | |
| ۲۰۱۱–۲۰۱۲  | کنی دالگلیش              | یک قهرمانی در جام اتحادیه |
| ۲۰۱۲–۲۰۱۵  | برندان راجرز             | |
| ۲۰۱۵–۲۰۲۴  | یورگن کلوپ               | یک قهرمانی در لیگ برتر فوتبال انگلستان، یک قهرمانی در لیگ قهرمانان اروپا، یک قهرمانی در سوپرجام اروپا، یک قهرمانی در جام باشگاه‌های جهان، یک قهرمانی در جام اتحادیه، یک قهرمانی در جام حذفی و یک قهرمانی در جام خیریه |
| ۲۰۲۴-اکنون | آرنه اسلوت               | یک قهرمانی در لیگ برتر فوتبال انگلستان |

## افتخارات
نخستین قهرمانی لیورپول در نخستین فصل تأسیس این تیم در لیگ لانکشایر رقم خورد. در سال ۱۹۰۱ این تیم برای نخستین بار قهرمان لیگ برتر شد. در سال ۱۹۶۵ نیز قرمزها توانستند نخستین جام خود در جام حذفی را کسب کنند. دههٔ ۱۹۸۰، جزء موفق‌ترین دوران لیورپول محسوب می‌شود. لیورپول در این دوره توانست پنج بار قهرمان لیگ، دو بار قهرمان جام حذفی، چهار بار قهرمان جام اتحادیه، پنج بار قهرمان جام خیریه و دو بار قهرمان اروپا شود.
لیورپول پرافتخارترین باشگاه انگلیسی در اروپاست و شش بار قهرمان لیگ قهرمانان اروپا شده است. همچنین لیورپول با سه عنوان قهرمانی در جام یوفا، در کنار اینتر میلان، یوونتوس و اتلتیکو مادرید در رتبه دوم پر افتخارترین تیم‌های این جام پس از باشگاه سویا با هفت عنوان قهرمانی، قرار دارد. همچنین این باشگاه یک عنوان قهرمانی در جام باشگاه‌ها جهان نیز دارد.
| جام                | قهرمانی | نایب قهرمانی |
| لیگ برتر           | ۲۰      | ۱۵           |
| جام حذفی           | ۸       | ۷            |
| جام اتحادیه        | ۱۰      | ۵            |
| جام خیریه          | ۱۶      | ۸            |
| لیگ قهرمانان       | ۶       | ۴            |
| لیگ اروپا          | ۳       | ۱            |
| سوپر جام اروپا     | ۴       | ۲            |
| جام در جام اروپا   | ۰       | ۱            |
| جام بین قاره ای    | ۰       | ۲            |
| جام باشگاه‌های جهان | ۱       | ۱            |
| مجموع              | 68      | ۴۶           |

### دوگانه و سه‌گانه‌ها

#### دوگانه‌ها
| دوره                             | ۱۹۷۲ ۱۹۷۳ | ۱۹۷۵ ۱۹۷۶ | ۱۹۷۶ ۱۹۷۷ | ۱۹۸۰ ۱۹۸۱ | ۱۹۸۱ ۱۹۸۲ | ۱۹۸۲ ۱۹۸۳ | ۱۹۸۵ ۱۹۸۶ | ۲۰۲۱ ۲۰۲۲ |
| -------------------------------- | --------- | --------- | --------- | --------- | --------- | --------- | --------- | --------- |
| لیگ و جام حذفی                   |           |           |           |           |           |           | آری       |           |
| لیگ و جام اتحادیه                |           |           |           |           | آری       | آری       |           |           |
| لیگ و لیگ قهرمانان اروپا         |           |           | آری       |           |           |           |           |           |
| لیگ و لیگ اروپا                  | آری       | آری       |           |           |           |           |           |           |
| جام اتحادیه و لیگ قهرمانان اروپا |           |           |           | آری       |           |           |           |           |
| جام اتحادیه و جام حذفی           |           |           |           |           |           |           |           | آری       |

#### سه‌گانه‌ها
| دوره                                   | ۱۹۸۳ ۱۹۸۴ | ۲۰۰۰ ۲۰۰۱ |
| -------------------------------------- | --------- | --------- |
| لیگ و جام اتحادیه و لیگ قهرمانان اروپا | آری       |           |
| جام اتحادیه و جام حذفی و لیگ اروپا     |           | آری       |

جام‌هایی نظیر جام باشگاه‌های فوتبال جهان، جام خیریه، سوپر جام‌ها و جام بین قاره‌ای به دلیل حضور تعداد کمی تیم، در بحث سه‌گانه‌ها و دوگانه‌ها قابل صرف نظر کردن هستند و جز سه‌گانه در نظر گرفته نمی‌شوند.

### وبگاه‌های مستقل
- LFCHistory.net Statistics website
- باشگاه فوتبال لیورپول در بی‌بی‌سی اسپرت: اخبار باشگاه - نتایج اخیر - مسابقات آینده - وضعیت باشگاه
- Liverpool at Sky Sports
- Liverpool at Premier League